# 712. grenadirski polk (Wehrmacht)
712. grenadirski polk (izvirno nemško 712. Grenadier-Regiment; kratica 712. GR) je bil pehotni polk Heera v času druge svetovne vojne.

## Zgodovina
Polk je bil ustanovljen 1. avgusta 1943 in dodeljen 416. pehotni diviziji.